# Morro Rock
Morro Rock is een opvallende rots bij de plaats Morro Bay in Californië. Het is een zogenaamde vulkanische plug en behoort tot de Nine Sisters.
Morro Rock (morro is Portugees voor heuvel) kreeg zijn naam door de Portugese ontdekkingsreiziger Juan Rodriguez Cabrillo, die de rots ontdekte bij zijn eerste tocht in de 16e eeuw.